# Jotti Verbruggen
Jotti Verbruggen (17 mei 1995) werd in 2017 gekroond als Miss Elegantie en is gekend als model in de modewereld. Eerder werd ze het gezicht van een bekende kledingzaak.
Jotti werd in 2017 gekroond tot Miss Elegantie in De Panne hiermee volgde ze Maithé Rivera Armayones op. Hierna stootte ze door naar de finale van Miss België en werd gekroond tot eerste eredame (Antwerpen).
In 2017 ontsnapte ze op het nippertje aan een alles verwoestende woningbrand.
In 2022 deed Verbruggen mee aan het derde seizoen van Love Island Nederland & België. Op 13 augustus werd zij samen met haar koppelpartner Cas Hooijer, wat inmiddels officieel haar vriend was geworden in de show, gekroond tot winnaars.

## Model
Verbruggen is actief als model, mannequin en was zo onder andere te zien op de grote catwalk van Bobo Tremelo met 20 andere BV's waaronder Veronique De Kock, Ellen Petri.